# Арбман, Хольгер
Эрик Хольгер А́рбман (швед. Erik Holger Arbman, 8 сентября 1904, Беттна — 25 января 1968) — шведский археолог, бывший одним из ведущих специалистов по железному веку своего времени.
Арбман получил докторскую степень в 1937 году от Уппсальского университета, защитив диссертацию об отношениях между Швецией и Франкским королевством в эпоху викингов. Он был профессором скандинавской и сравнительной археологии в Лундском университете с 1945 по 1968 год. Арбман также был в 1961—1966 годах председателем Академического общества и 1942—1962 и снова в 1967—1968 годах инспектором совета студенческого союза Östgöta nation.
К числу его известных заслуг относится работа в качестве сначала ассистента, а позже куратора в Государственном историческом музее (он работал в нём с 1928 по 1945 год), где он занимался систематизацией и публикацией информации о находках в древних могилах, которые были обнаружены Ялмаром Столпом на острове Бьёркё на озере Меларен в рамках программы, начатой в начале 1900-х годов Густавом Халльстрёмом, но которая полностью прекратилась после публикации данных о первых 100 могил.

## Труды
- Birka : Untersuchungen und Studien. 1, Die Gräber : Tafeln (1940)
- Birka : Untersuchungen und Studien. 1, Die Gräber : Text (1943)